# Lista de Panchen Lamas
Esta é uma lista de Panchen Lamas do Tibete. Presentemente há 10 encarnações reconhecidas de Panchen Lamas; O nome do  11.º Panchen Lama é disputado. 

## Lista
|      | Nome                    | Imagem                                   | Vida       | Tibetano/Wylie                                                                                 | THL                                     | Outras transliterações |
| ---- | ----------------------- | ---------------------------------------- | ---------- | ---------------------------------------------------------------------------------------------- | --------------------------------------- | --- |
| 1.   | Khedrup Gelek Pelzang   | 1.º Panchen Lama                         | 1385–1438  | མཁས་གྲུབ་རྗེ། mkhas grub rje,་ མཁས་གྲུབ་དགེ་ལེགས་དཔལ་བཟང་པོ། mkhas grub dge legs dpal bzang po          | Khédrup Gélek Pelzangpo                 | Khädrup Je, Khedrup Gelek Pelsang, Kedrup Geleg Pelzang, Khedup Gelek Palsang, Khedrup Gelek Pal Sangpo                             |
| 2.   | Sönam Choklang          | 2.º Panchen Lama                         | 1438–1505  | བསོད་ནམས་ཕྱོགས་ཀྱི་གླང་པོ། bsod nams phyogs glang,་ བསོད་ནམས་ཕྱོགས་ཀྱི་གླང་པོ་ bsod nams phyogs kyi glang po | Sönam Chok kyi Langpo                   | Sonam Choglang, Soenam Choklang |
| 3.   | Ensapa Lobsang Döndrup  | 3.º Panchen Lama                         | 1505–1568  | དབེན་ས་པ་བློ་བཟང་དོན་གྲུབ། dben sa pa blo bzang don grub                                             | Wensapa Lozang Döndrup                  | Gyalwa Ensapa, Ensapa Lozang Döndrup, Ensapa Losang Dhodrub                                                                         |
| 4.   | Lobsang Chökyi Gyaltsen | 4.º Panchen Lama                         | 1570–1662  | བློ་བཟང་ཆོས་ཀྱི་རྒྱལ་མཚན། blo bzang chos kyi rgyal mtshan                                             | Lozang Chö kyi Gyeltsen                 | Losang Chökyi Gyältsän, Lozang Chökyi Gyeltsen, Lobsang Chökyi Gyaltsen, Lobsang Choekyi Gyaltsen, Lobsang Choegyal, Losang Chögyan |
| 5.   | Lobsang Yeshe           | 5.º Panchen Lama                         | 1663–1737  | བློ་བཟང་ཡེ་ཤེས། blo bzang ye shes                                                                  | Lozang Yéshé                            | Lobsang Yeshi, Losang Yeshe |
| 6.   | Lobsang Palden Yeshe    | 6.º Panchen Lama                         | 1738–1780  | བློ་བཟང་དཔལ་ལྡན་ཡེ་ཤེས། blo bzang dpal ldan ye shes                                                 | Lozang Penden Yéshé                     | Palden Yeshe, Palden Yeshi |
| 7.   | Palden Tenpai Nyima     | 7.º Panchen Lama                         | 1782–1853  | དཔལ་ལྡན་བསྟན་པའི་ཉི་མ། pal ldan bstan pa'i nyi ma                                                  | Penden Tenpé Nyima                      | Tänpä Nyima, Tenpé Nyima, Tempai Nyima, Tenpey Nyima                                                                                |
| 8.   | Tenpai Wangchuk         | 8.º Panchen Lama                         | 1855?–1882 | བསྟན་པའི་དབང་ཕྱུག bstan pa'i dbang phyug                                                           | Tenpé Wangchuk                          | Tänpä Wangchug, Tenpé Wangchuk, Tempai Wangchuk, Tenpey Wangchuk                                                                    |
| 9.   | Thubten Choekyi Nyima   | 9.º Panchen Lama                         | 1883–1937  | ཐུབ་བསྟན་ཆོས་ཀྱི་ཉི་མ། thub bstan chos kyi nyi ma                                                    | Tupten Chö kyi Nyima                    | Choekyi Nyima, Thubtän Chökyi Nyima                                                                                                 |
| 10.  | Choekyi Gyaltsen        | 10.º Panchen Lama                        | 1938–1989  | བློ་བཟང་ཕྲིན་ལས་ལྷུན་གྲུབ་ ཆོས་ཀྱི་རྒྱལ་མཚན། blo bzang phrin las lhun grub chos kyi rgyal mtshan            | Lozang Trinlé Lhündrup Chö kyi Gyeltsen | Choekyi Gyaltsen, Chökyi Gyeltsen, Choekyi Gyaltse, Trinley Choekyi Gyaltsen, Lozang Trinlä Lhündrup Chökyi Gyältsän                |
| 11.  | Gedhun Choekyi Nyima    | 11.º Panchen Lama (Gedhun Choekyi Nyima) | 1989–      | དགེ་འདུན་ཆོས་ཀྱི་ཉི་མ dGe 'dun Chos kyi nyi ma                                                       | Gedhun Choekyi Nyima                    | |
| 11.º | Gyaincain Norbu         | 11.º Panchen Lama (Gyaincain Norbu)      | 1990–      | ཆོས་ཀྱི་རྒྱལ་པོ། chos kyi rgyal po                                                                   | Chö kyi Gyelpo                          | Choekyi Gyalpo, Chökyi Gyälbo, Gyaltsen Norbu, Qoigyijabu                                                                           |